# Боґуцин (Козеницький повіт)
Боґуцин (пол. Bogucin) — село в Польщі, у гміні Ґарбатка-Летнисько Козеницького повіту Мазовецького воєводства.
Населення — 305 осіб (2011).
У 1975-1998 роках село належало до Радомського воєводства.

## Демографія
Демографічна структура станом на 31 березня 2011 року:
|          | Загалом | Допрацездатний вік | Працездатний вік | Постпрацездатний вік |
| -------- | ------- | ------------------ | ---------------- | -------------------- |
| Чоловіки | 151     | 29                 | 103              | 19                   |
| Жінки    | 154     | 25                 | 88               | 41                   |
| Разом    | 305     | 54                 | 191              | 60                   |